# Drew Casper
Pour les articles homonymes, voir Casper.
Joseph Andrew Casper, dit Drew Casper, spécialiste d'Alfred Hitchcock, est professeur à l'école de cinéma et de télévision à l'université du Sud de la Californie.
Ses cours incluent : 190: An Introduction to Film. Il étudie aussi des réalisateurs : Alfred Hitchcock, George Lucas (The Star Wars Experience et The Style of Steven Spielberg).
Son film préféré est Une place au soleil (A Place in the Sun, 1951). Son actrice préférée est Doris Day.
Il a participé aux commentaires audios sur les DVD des films :
- Tempête à Washington (Advise and Consent) Zone 1
- Lifeboat
- Quand la ville dort (The Asphalt Jungle) Zone 1
- L'enfer est à lui (White Heat)
- La Possédée
- La Vie passionnée de Vincent van Gogh (Lust for Life) Zone 1